# Neil Heaney
Neil Heaney (ur. 30 lipca 1970) – piłkarz angielski występujący na pozycji pomocnika.